# 세네지노

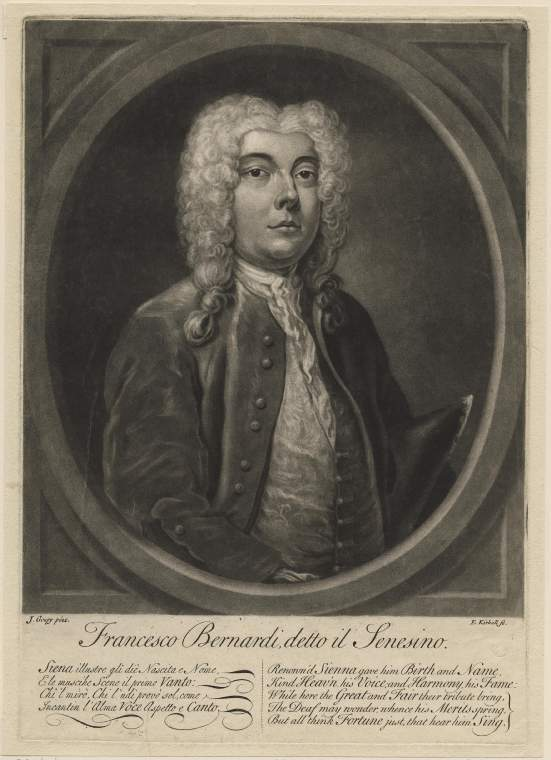

세네지노(seneˈziːno; 전통 토스카나 어 발음: seneˈsiːno) (Francesco Bernardi, franˈtʃesko berˈnardi) (1686년 10월 31일 – 1758년 11월 27일)는 이탈리아의 칭송받는 콘트랄티스트 이자, 게오르크 프리드리히 헨델과의 오랜 협연으로 잘 알려져 있다.